# Санкіртана
Мейтей Санкіртан (маніп. Meitei Nat Sankirtan), також відомий як Мейтей Санкіртана (маніп. Meitei Nat Sankirtana) або Маніпурі Санкіртан (маніп. Nat Sonkirton) або Маніпурі Санкіртана (маніп. Nat Sonkirton), є культурною формою виконавського мистецтва Мейтей, що включає ритуальний спів, гру на барабанах і танці, які виконуються в храмах і домашніх приміщеннях у Маніпурі в Індії. У виступах, які демонструють неперевершену релігійну відданість та енергію, виконавці розповідають багато історій про Крішну, що часто зворушує глядачів до сліз. Його практикують головним чином індуїсти мейтеї (головним чином вайшнави) у Маніпурі та вайшнавське населення Маніпурі, яке проживає в сусідніх штатах Трипура та Ассам. «Санкіртана: Ритуальний спів, гра на барабанах і танці Маніпуру» було внесено до Репрезентативного списку нематеріальної культурної спадщини людства ЮНЕСКО під час восьмої сесії засідання Міжурядового комітету ЮНЕСКО в Баку, Азербайджан, що відбулося в грудні 2013 року.

## Конспект вистави
Файл номінації для включення до Репрезентативного списку нематеріальної культурної спадщини людства, підготовлений Санджіт Натак Академі, описує це виконавське мистецтво так:
«Починаючи з ритуальних обрядів, які передбачають спів і танці у храмах Маніпуру, Санкіртана охоплює низку видів мистецтва, що виконуються також вдома та на вулиці, щоб відзначити події релігійного значення та етапи в житті вайшнавів, що населяють рівнини Маніпуру. Теологія та знання Крішни є центральними для цих виступів, але вони асимілюють у своєму відображенні формальні риси, перенесені з музики та танцю довайшнавського минулого Маніпуру. Основу практики Санкіртани можна знайти в храмі, де за допомогою пісень і танців розповідається про життя і діяння Господа. Вони зазвичай представлені в круглому вигляді в залі (Мандапа), прикріпленому до храму, перед відданими. Основний репертуар складається з Ната Пала, яка виконується по всій долині Маніпур. Аріба Пала та Манохар Сай Пала, рідше трапляються сьогодні, також зосереджені на храмі. За межами храму Санкіртана приймає такі форми, як Холі Пала, що святкує фестиваль фарб навесні, або Шаян, що виконується взимку. Хубак Ешей святкують у храмі під час дощу, знаменуючи свято колісниць Господа. У домашніх умовах Санкіртана пропонується як молитва під час усіх церемоній життєвого циклу, таких як ритуал проколювання вух (як для чоловіків, так і для жінок у дитинстві), надягання священної нитки (для чоловіків-підлітків), шлюб, і обряди переходу після смерті. Санкіртана, таким чином пронизуючи життя маніпурі-вайшнавів, вважається видимим проявом Бога».